# Bizkaibus

Bilbao (zona 1) apareix en blanc, la zona 2 en groc, la 3 en verd, la 4 en violeta i la 5 en blau cel. El negre indica que no hi ha servei.

Bizkaibus és el nom del servei d'autobús de transport públic de passatgers de la província de Biscaia, País Basc. Els busos poden ser identificats fàcilment pel seu distintiu disseny groc, encara que en l'actualitat s'està duent a terme una renovació gradual de la imatge corporativa del servei, substituint el tradicional color groc per tons verds. El servei pertany a la Diputació Foral de Biscaia, qui agrupà sota la marca Bizkaibus les diverses línies provincials de transport regular de viatgers. Les concessions estan adjudicades a les següents empreses privades d'autobusos: Transportes Colectivos S.A., Encartaciones S.A., Compañía de Autobuses Vascongados, PESA Bizkaia, EuskoTren, ADNOR i Autobuses de Lujua.
En 2007 el nombre d'usuaris arribà a més de 30 milions, cosa que va supondre un descens del 5,9% respecte a l'any anterior. Aquesta pèrdua de passatgers es dona de manera contínua des de 2003, i la principal causa n'és l'ampliació de les línies del metro de Bilbao.

## Abast
Les diferents línies amb què compta Bizkaibus cobreixen la pràctica totalitat del territori biscaí; només el municipi d'Arakaldo, manca del servei a causa de la seva baixa població, ja que els pobles d'Izurtza i Mañaria, malgrat mancar de població, disposen d'un autobús d'ALSA de la línia Durango-Vitòria/Gasteiz que cobreix aquest servei, però aquesta línia no és integrada en Bizkaibus perquè el seu recorregut és molt curt dins de la província. També presten servei a cinc municipis d'Àlaba: Amurrio, Artziniega, Aiara, Laudio i Oquendo; además d'Eibar, Arrasate i Mutriku a Guipúscoa i l'enclavament càntabre a Biscaia Valle de Villaverde.

## Història
Bizkaibus va ser posada en marxa per la Diputació Foral de Biscaia per a englobar tots els serveis interurbans de Biscaia. La primera empresa a entrar al programa de Bizkaibus va ser Transportes Colectivos en 1988. Encartaciones S.A. ho faria en 1994, Compañía de Autobuses Vascongados en el 1996, PESA Bizkaia en 1997, Euskotren en 2002, ADNOR en 2005 i Autobuses de Lujua en 2007.
En novembre de 2005 les línies que comunicaven Bilbao amb Castro Urdiales foren tretes de la xarxa de Bizkaibus, passant a ser gestionades únicament per Encartaciones S.A..
En 2006 el dèficit de Bizkaibus va augmentar de 47 a 56,2 milions d'euros per la caiguda de viatgers en les línies de marge esquerre, a causa de l'ampliació del metre i a retallades del servei, al contrari que els autobusos urbans de Bilbao que sí que han aconseguit mantenir-se i fins i tot augmentar viatgers malgrat el metro, fins al 2008 que solament va baixar lleugerament.
El 19 de novembre de 2008, la Diputació va posar en servei una nova aplicació a la pàgina web de Bizkaibus, amb la qual els usuaris podran conèixer la situació de cadascun dels autobusos mitjançant mapes i ortofotos, a més d'altres dades en temps real. D'altra banda, es troba en estudi la possibilitat d'oferir aquests serveis informatius a través de SMS.
Al setembre de 2009 es va dur a terme un redisseny en la imatge de la marca Bizkaibus, substituint els colors institucionals groc i blau pel verd. El canvi es veurà reflectit tant en la carrosseria dels autobusos com en les parades i fites de tota Biscaia. El mateix serà progressiu, ja que no es repintaran els cotxes, sinó que s'introduirà el nou disseny en les unitats adquirides amb posterioritat, començant amb quatre cotxes que es van estrenar el 23 de setembre. Es tracta del primer redisseny en 18 anys, quan el groc i blau va reemplaçar el vermell original.

## Característiques
A novembre de 2008, el servei de Bizkaibus consta de 104 línies i 2.241 parades. La flota consta de 314 vehicles amb una antiguitat mitjana de 6,7 anys. El 77% dels efectius estan adaptats per al transport de persones amb mobilitat reduïda, amb sòl baix o bé amb rampes o plataformes. Tots els vehicles tenen rètols electrònics a l'interior per a informar de les parades, quasi tots són climatitzats i a algunes parades —les principals— hi ha terminals d'informació a l'usuari sobre els temps d'espera.
Bizkaibus admet el pagament en efectiu o mitjançant títols com Creditrans, o la nova targeta BARIK bons coordinats pel Consorci de Transports de Biscaia. Aquest és el mitjà de pagament més freqüent i usat en el 60% dels viatges. Des del 23 de juny de 2008, Bizkaibus també accepta el bon Gizatrans, destinat a persones majors de 65 anys o amb una discapacitat igual o superior al 65%. El preu del viatge depèn del nombre de zones que abasti. Aquestes zones són concèntriques i van des de la 1 —que comprèn el terme municipal de Bilbao— a la 5, que comprèn els municipis més allunyats de la capital.